# Paddington (film)
Paddington är en filmkomedi från 2014, regisserad av Paul King med King och Hamish McColl som manusförfattare och David Heyman som filmproducent. Filmen baseras på böckerna om Björnen Paddington av Michael Bond. I filmen medverkar Hugh Bonneville, Sally Hawkins, Julie Walters, Jim Broadbent, Peter Capaldi och Nicole Kidman, med Ben Whishaw som Paddingtons engelska röst. Filmen hade premiär i Storbritannien den 28 november 2014 och i USA och Sverige den 16 januari 2015.